# 16114 Алйоно
16114 Алйоно (1999 XV23, 1998 HF38, 16114 Alyono) — астероїд головного поясу, відкритий 6 грудня 1999 року.
Тіссеранів параметр щодо Юпітера — 3,495.